# Narym (Rusland)
Narym (Russisch: Нарым, Selkoeps voor "moeras") is een dorp (selo) in het district Parabelski van de Russische oblast Tomsk in Zuid-Siberië. De plaats ligt aan de Obrivier, op de plaats waar de Ket in deze rivier stroomt op 25 kilometer van de plaats Parabel. De plaats wordt omringd door moerassen. Van 1601 tot 1925 had Narym de status van stad. In 1936 werden de plaats en het district Parabelski onderdeel van de okroeg Nadymski, dat in 1944 opging in de oblast Tomsk.

## Geschiedenis
De plaats werd gesticht in 1596 (of 1598; stichtingsjaar onzeker) als de ostrog Narymski als de eerste Russische plaats op het grondgebied van de huidige oblast Tomsk. De plaats werd gesticht door dienstlieden en kozakken onder leiding van ataman Toegarin uit Soergoet, die ook de ostrog Ketski stichtte. In 1601 kreeg Narym de status van stad (het was eigenlijk tot 1629 een klein fort met alleen tijdelijke dienstlieden uit Soergoet) en werd de oejezd (district) Narymski geformeerd. De plaats deed dienst als inzamelpunt van de jasakbelastingen, die moesten worden betaald door de onderworpen Ostjak-Samojeden (Selkoepen). Tot tweemaal toe wisselde de plaats in verband met overstromingen en branden van oever; in 1619 en 1632. Ook de laatste plaats bleek niet overstromingsbestendig te zijn en ook daarna kwamen zo nu en dan branden en overstromingen voor. Zo brandden in 1638 bijvoorbeeld 2 wallen van de ostrog af en 20 erven van dienstlieden. Vanaf 1629 werd de plaats onderdeel van het gebied dat vanuit Tomsk werd bestuurd en vanaf die tijd begonnen dienstlieden zich permanent in de plaats te vestigen. In 1633 woonden er 46 mensen permanent, in 1643 55 mensen en in 1662 74 mensen. De laatste situatie bleef bestaan tot aan 1725. Vanaf de start was het tevens een plek geweest voor mensen die hierheen werden verbannen door de Russische regering, waaronder in 1626 bijvoorbeeld 2 boeren van prins Dmitri Pozjarski (die meehielp om de Tijd der Troebelen te beëindigen). Velen zouden hen volgen. Eind 18e eeuw had de plaats de status van oejezdcentrum binnen de namestnitsjestvo van Tobolsk. In 1785, toen de stad haar wapenschild kreeg, woonden er al 827 mensen in de stad en had deze een kremlin met vier torens. De plaats vormde een handelscentrum met handel met onder andere Moskou, de Makarjevmarkt en de markt van Irbit. Elk jaar was er een jaarmarkt van 25 juni tot 25 juli en wekelijks een markt op zaterdag.  In 1822 kreeg het de status van заштатный город; (verloor haar positie als bestuurlijk centrum) onder het gouvernement Tomsk. 

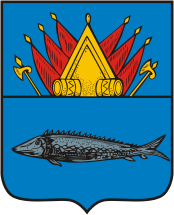
Voormalig wapenschild (aangenomen in 1785)

De markt groeide nog tijdens de 19e eeuw, maar de bevolking bleef steken op ongeveer 1000 inwoners. Als transportknooppunt en distributiecentrum voor de omliggende dunbevolkte regio bleef de plaats toen nog enige rol van betekenis spelen. In 1925 verloor Narym ook haar stadstatus en werd een selo.

### Bannelingen
De stad werd vooral bekend doordat er vanaf 1638 een groot aantal decembristen, Poolse opstandelingen, narodniki en revolutionairen heen werden verbannen door de tsaren. Alleen Archangelsk en Vjatka ontvingen meer bannelingen door hun geschiedenis. Daar de stad in een uitgestrekt moerassengebied ligt, waar zomers veel muggen zijn en omdat de temperatuur er in de winter kan dalen tot -65 °C, ontstond het lokale gezegde "God schiep de Krim en satan Narym" (in de stad Mogotsja in oblast Tsjita worden bij dit gezegde de namen Sotsji en Mogotsjka ingevuld). Tot de bannelingen behoorden:
- Isaak Astrov
- Valerian Koejbysjev
- Jan Petsje
- Aleksej Rykov
- Jozef Stalin
- Jakov Sverdlov
- Michail Tomski

Stalin zat slechts 2 maanden van zijn geplande 3 jaar uit, alvorens hij ontsnapte in 1912. Toen hij aan de macht kwam, stuurde hij zelf duizenden gevangenen naar Narym. Volgens historicus Zubareva werden alleen al tussen 1935 en 1939 ongeveer 200.000 mensen naar Narym gestuurd. In de jaren 30 kwam alleen al 30% van de gevangenen om door ziekten. Begin jaren 50 volgde een tweede golf na de beëindiging van de Tweede Wereldoorlog. Tussen 1930 en 1989 werden meer dan 500.000 mensen verbannen naar Narym en omgeving. Onder Stalin werd een gedeelte van de gevangenen ingezet in werkkampen en een gedeelte gewoonweg geëxecuteerd. Dezen werden in het geheim in massagraven bij de rivier ten zuiden van Narym gegooid, maar doordat de rivier na het verplaatsen van het NKVD-gebouw begon te eroderen, kwamen in 1979 skeletten boven de grond te liggen. De lokale bevolking uit de buurt, waarvan velen familieleden waren kwijtgeraakt, die zich hadden verzet tegen de collectivisatie en waren geëxecuteerd (soms bijna alle mannen uit een dorp), wisten ongeveer 1000 lijken te identificeren door de kleding die de geëxecuteerden droegen. De sovjetautoriteiten zetten vervolgens boten in om de rest van de skeletten in de rivier te doen vallen, om het verder te kunnen verzwijgen.
In 1948 werd in Narym het Stalinmuseum gebouwd ter ere van Stalin. In 1960, na de destalinisatie, werd de naam veranderd naar het museum voor politieke bannelingen.

## Demografie
Historische bevolkingsaantallen. In werkelijkheid woonden er vaak minder mensen in de plaats, daar veel mensen op handelsreis waren of ondertussen migreerden naar andere plaatsen.
| Jaar | Bevolking |
| ---- | --------- |
| 1633 | 46        |
| 1643 | 55        |
| 1662 | 74        |
| 1785 | 827       |
| 1822 | 914       |
| 1851 | 916       |

| Jaar | Bevolking |
| ---- | --------- |
| 1864 | 1441      |
| 1867 | 1673      |
| 1879 | 2284      |
| 1897 | 1129      |
| 1904 | 854       |
| 1911 | 895       |

## Geboren in Narym
- Vadim Kozjenikov, Russisch schrijver